# Вайтвілл (Теннессі)
Вайтвілл (англ. Whiteville) — місто (англ. town) в США, в окрузі Гардеман штату Теннессі. Населення — 2606 осіб (2020).

## Географія
Вайтвілл розташований за координатами 35°19′5″ пн. ш. 89°8′58″ зх. д. / 35.31806° пн. ш. 89.14944° зх. д. (35.318063, -89.149532).  За даними Бюро перепису населення США в 2010 році місто мало площу 7,11 км², уся площа — суходіл.

## Демографія
Згідно з переписом 2010 року, у місті мешкало 4638 осіб у 485 домогосподарствах у складі 301 родини. Густота населення становила 652 особи/км².  Було 554 помешкання (78/км²).
Расовий склад населення:
| - 60,2 % — чорних або афроамериканців - 38,9 % — білих - 0,2 % — корінних американців - 0,1 % — азіатів |

До двох чи більше рас належало 0,4 %. Частка іспаномовних становила 1,4 % від усіх жителів.
За віковим діапазоном населення розподілялося таким чином: 6,7 % — особи молодші 18 років, 88,1 % — особи у віці 18—64 років, 5,2 % — особи у віці 65 років та старші. Медіана віку мешканця становила 35,1 року. На 100 осіб жіночої статі у місті припадало 625,8 чоловіків;  на 100 жінок у віці від 18 років та старших — 794,2 чоловіків також старших 18 років.
Середній дохід на одне домашнє господарство  становив 27 531 долар США (медіана — 21 667), а середній дохід на одну сім'ю — 35 606 доларів (медіана — 29 732). Медіана доходів становила 22 163 долари для чоловіків та 22 386 доларів для жінок. За межею бідності перебувало 45,4 % осіб, у тому числі 79,9 % дітей у віці до 18 років та 30,4 % осіб у віці 65 років та старших.
Цивільне працевлаштоване населення становило 384 особи. Основні галузі зайнятості: виробництво — 26,0 %, освіта, охорона здоров'я та соціальна допомога — 16,4 %, публічна адміністрація — 15,1 %.